# Julius Karg
Julius Karg (* 13. November 1907 in Mannheim; † 15. April 2004 in Mosbach) war ein deutscher Staatsbeamter zur Zeit des Nationalsozialismus. Er war Mitglied der SS, zuletzt als SS-Obersturmführer. Als Landkommissar in Rappoltsweiler (heute: Ribeauvillé) von 1940 bis 1942 beteiligt an einem Korruptionsskandal während der Besetzung des Elsass. Trotz einer federführenden Beteiligung an der Veruntreuung jüdischen Vermögens wurde er von der Nachkriegsjustiz milde abgeurteilt.

## Leben

### Schule und Ausbildung
Julius Karg wuchs als Sohn eines Eisenbahninspektors in einer streng katholischen Familie in Mannheim auf. Die vier Jahre des Ersten Weltkriegs verbrachte er bei seinen Großeltern in Mingolsheim, da der Vater als Soldat diente. Von 1918 bis 1927 besuchte er das Karl-Friedrich-Gymnasium zu Mannheim, das er 1927 mit dem Abitur (Notenstufe „hinlänglich“) verließ. Anschließend machte er ein Praktikum als Apotheker. Da ihn dieser Beruf jedoch nicht befriedigte, begann er 1928 Jura an der Universität Heidelberg zu studieren. Während des Studiums schloss er sich dem Unitas-Verband an. Die erste juristische Staatsprüfung bestand er erst im zweiten Anlauf mit der Note „ausreichend“. Anschließend folgte ein Referendariat im Staatsdienst von Baden. Seine Dissertation über die „Verkaufsbedingungen im Automobilhandel“ wurde im Sommer 1937 ebenfalls nur mit einem ausreichend („rite“) bewertet.

### Karriere während der NS-Zeit
Am 1. Juli 1933 trat er dem SS-Reitersturm bei (SS-Nummer 225.478), nachdem er dem Nationalsozialismus zunächst keine Beachtung geschenkt hatte. 1934 wechselte er zur SS-Nachrichtentruppe. Während er in seinem Dienstzeugnis vor allem als minderbegabter, aber fleißiger Jurist galt, galt er politisch zunächst als unzuverlässig und auf den eigenen Vorteil bedacht. Am 14. Juni 1937 beantragte er die Aufnahme in die NSDAP und wurde rückwirkend zum 1. Mai desselben Jahres aufgenommen (Mitgliedsnummer 4.463.469), er wurde im Staatsdienst angestellt. Zunächst wurde er Abteilungsleiter beim Landratsamt Säckingen, anschließend wurde er zum Landratsamt Waldshut versetzt, wo er zum Beamten auf Lebenszeit ernannt wurde. Von März 1939 bis Juni 1940 arbeitete er im Polizeipräsidium Freiburg und wurde nebenberuflich Rechtsberater der örtlichen SS-Standarte.
Nach der Besetzung des Elsass wurde Karg von Gauleiter Robert Wagner zum Landkommissar von Rappoltsweiler (heute: Ribeauville) ernannt. Im Dezember 1941 wurde er zum Landrat ernannt. Gleichzeitig wurde er in der 123. SS-Standarte in Colmar zum Obersturmführer befördert. Daneben war er Verbindungsführer zum HJ-Bann 742 und gehörte dem Sicherheitsdienst des Reichsführers SS. In der NSDAP-Kreisleitung wurde er Kreisrechtsamtsleiter.
Zusammen mit seinem Parteigenossen, dem skrupellosen Walther Kirn, der von Wagner zum Kreisleiter berufen wurde, baute er in Rapportsweiler ein System schwarzer Kassen auf, das sich vor allem aus dem herrenlos gewordenen jüdischen Vermögen speiste, aber auch weitere Geldquellen von rassisch und politisch verfolgten Personen veruntreute. Karg baute in Rapportsweiler eine Inkasso-Abteilung auf, die Beuteobjekte aus der näheren Umgebung verwaltete, darunter das Stofflager von Arthur Schwartz aus Markirch, das 35.000 laufende Meter umfasste, den Weinkeller des Fabrikanten Carl Schlumberger sowie Stofflager und Inventar von Lucie Heimendinger. Dabei setzten sich Karg und Kirn jedoch über die Regelungen hinweg, dass das beschlagnahmte Vermögen dem Reich zustehe. Stattdessen bereicherten sie sich und ihre Komplizen.

### Haftstrafe und Gefangenschaft
Mitte 1942 kam ihnen die NS-Justiz auf die Schliche. Kirn setzte sich in den Osten ab, wurde aber später festgenommen. Karg wurde allen Ämtern enthoben und aus der NSDAP und später auch aus der SS ausgeschlossen. Am 26. September wurde er schließlich verhaftet. 1943 wurde ihm der Prozess gemacht. Nachdem Gauleiter Wagner zunächst sogar die Todesstrafe für möglich befunden hatte, wurde schließlich nur eine Gefängnisstrafe gefordert. Kirn wurde zu neun Jahren Zuchthaus verurteilt und verstarb 1944 im Zuchthaus von Bruchsal an Herzschwäche. Karg dagegen erhielt zwölf Jahre Zuchthaus, die er bis Dezember 1944 in Bruchsal absaß. Anschließend wurde er auf Grund der militärischen Lage an die Front berufen. Dort gehörte er einer Sondereinheit der Waffen-SS an, in der er sich bewähren sollte. Er wurde dort gezwungen, Minen zu räumen. Unter anderem diente er in Ungarn, in der Türkei und an der Moldau.
Am Ende des Zweiten Weltkriegs wurde er von amerikanischen Truppen gefangen genommen und der sowjetischen Armee übergeben. Zunächst im sibirischen Straßenbau eingesetzt, wurde er wegen Herzproblemen nach Aserbaidschan versetzt. 1947 wurde er aus der Kriegsgefangenschaft entlassen und kehrte zurück nach Deutschland.

### Nach dem Zweiten Weltkrieg
Nach der Heimkehr arbeitete er als Handelsvertreter. Im Entnazifizierungsverfahren präsentierte er sich als Opfer der NS-Justiz und verschwieg einige Daten aus seinem Lebenslauf, spielte seine SS-Mitgliedschaft herunter und verschwieg große Teile seiner Strafakte. Zu seiner Verteidigung konnte er den nationalsozialistischen Bürgermeister von Stetten, Anton Flad, anführen, der ihm bescheinigte, angeblich ein Parteigegner zu sein. So wurde er am 14. April 1948 als Mitläufer eingestuft. In dem skandalösen Urteil wurde ihm sogar bescheinigt, er wäre „innerlich dem NS abgeneigt, ja gegensätzlich gesinnt“ gewesen.
Anschließend versuchte er auch seine strafrechtliche Verurteilung vom Landgericht Mannheim aufheben zu lassen. Dieses scheiterte jedoch kläglich. Zwar wurde das ursprüngliche Urteil aufgehoben, weil es auf der Volksschädlingsverordnung beruhte, doch dass LG Mannheim sah es als erwiesen an, dass er seine Machtbefugnisse ausgenutzt habe, um sich selbst zu bereichern. Es verurteilte ihn zu einer Zuchthausstrafe von drei Jahren, wobei jedoch 26 Monate wegen der NS-Haft als verbüßt galten. Der Rest wurde zur Bewährung ausgesetzt.
Auf Grund des Urteils wurde das Entnazifizierungsverfahren auf Drängen des Mannheimer Oberstaatsanwalt Willy von Mühlenfels erneut aufgenommen. Es gelang Karg jedoch die Schuld weitestgehend auf den von ihm ernannten Mitarbeiter Albert Florian zu lenken, den er als Leiter der Inkasso-Abteilung einsetzte. Auch sah sich die Spruchkammer durch die neuen Beweise nicht genötigt, sein damaliges Urteil zu revidieren, obwohl die Schuld Kargs immanent war. Er wurde zwar nun als Minderbelasteter geführt, doch die Schwere seiner eigentlichen Schuld wurde nicht anerkannt.
1950 gelang es seinem Anwalt nach einer Berufungsverhandlung unter Vorsitz von Walter Jellinek zu erreichen, dass das zweite Verfahren aufgehoben wurde. So ging Karg wieder als Mitläufer aus dem Entnazifizierungsprozess hervor.
Karg war anschließend als Handelsvertreter tätig. Es folgten weitere Gnadengesuche, die jedoch alle abschlägig beschieden wurden. Im Januar 1959 entschied jedoch das Stuttgarter Justizministerium, dass über seine Verurteilung im Strafregister nur eingeschränkt Auskunft gegeben werden dürfe. Im Rahmen eines lukrativen Postens in der Rüstungsindustrie versuchte er letztmals seinen Eintrag streichen zu lassen, was ihm abermals nicht gelang. Danach verliert sich jedoch seine Spur und es ist nicht bekannt, wie seine Nachkriegskarriere weiter ging. Er verstarb am 15. April 2004 in Mosbach.